# Basic Element (azienda)
Basic Element Ltd. (in russo Ба́зовый элеме́нт?, Bazovyj ėlement, "ˈbazəvɨj ɨlʲɪˈmʲent", o semplicemente in russo Базэл?, Bazėl) è uno dei maggiori gruppi industriali diversificati in Russia. La società è stata fondata nel 1997 ed è di proprietà del miliardario  Oleg Deripaska. Ha sede nel paradiso fiscale di Jersey, nel Regno Unito, e quartier generale a Mosca. Sino al 2001 era conosciuta come Siberian Aluminum

## Storia
Fondata nel 1997, Basic Element gestisce gli investimenti di Oleg Deripaska nei sei settori economici dell'energia e delle miniere, manifatturiero, servizi finanziari, costruzioni e immobili, agroalimentare e gestione di aeroporti e compagnie aeree. 
Oltre 150.000 persone lavorano presso le società del gruppo in Russia e CSI, Africa, Australia, Asia, Europa e America Latina a partire dal 2014 con un fatturato di oltre 27 miliardi di dollari.
Basic Element ha costruito diverse strutture olimpiche per le Olimpiadi invernali del 2014 a Sochi, tra cui il Villaggio olimpico costiero, il porto marittimo di Imeretisnkiy, Doubler of Kurortny Avenue a Sochi, la ristrutturazione dell'aeroporto internazionale di Sochi. Gli investimenti totali ammontano a oltre 1,4 miliardi di dollari. 
Nel giugno 2016, dopo che il Tesoro degli Stati Uniti ha inserito Basic Element nella sua lista di oligarchi, funzionari ed entità russi in risposta ad attività maligne mondiali, Valery Pechenkin (russo: Валерий Печенкин) è diventato il direttore generale del gruppo, in sostituzione di Gulzhan Moldazhanova (russo: Гульжан Молдажанова). Moldazhanova è stata direttore generale dal 2005 al 2009, quando Deripaska è diventato direttore generale, e poi di nuovo dall'estate del 2012 fino a giugno 2018.   